# Ar Guens Jean Mary
Ar Guens Jean Mary, né en 1992 à Port-au-Prince, est un poète, slameur et journaliste culturel haïtien connu pour l'exploration de la fragilité humaine et la condition humaine à travers ses œuvres littéraires.

## Biographie
Ar Guens Jean Mary est né le 23 juillet 1995. Il a suivi une formation en sciences de l’éducation à l’Université Publique du Sud-Est, se spécialisant en littérature francophone et en philosophie. Il est l'auteur principal de plusieurs ouvrages de poésie qui reflètent sa voix unique dans la littérature caribéenne contemporaine.
En 2021, il remporte le 2e prix de la 15e édition du concours « Chanson sans frontières ». En 2023, il avait été sélectionné par le programme Transcultura de l’UNESCO pour qu'il représente Haïti au 40e Marché de la Poésie à Paris, où il a présenté comme l'une des plus grands voix émergentes de la littérature caribéenne
Jean Mary est l'auteur de plusieurs collections de poésie. Sa première collection, Le Nil noir de la vallée blanche (2017), publiée par Éditions À Toi, a été suivie par À la poésie blessée par balles (2019), publiée par Éditions du Pont de l'Europe. Son troisième livre, La bouche du poète n'est pas un anus ordinaire (2021), publié par Éditions Floraison, et continue à consolider sa réputation de poète majeur dans la région. Son dernier ouvrage, Wòch se premye pwen m voye deja (2023), a reçu le Prix International de l'Invention poétique et de la traduction en créole  au festival mai à Paris.
Outre ses livres, Ar Guens Jean Mary a contribué à de nombreuses revues littéraires internationales et anthologies, y compris Recours au Poème, Pro/pr(o)se magazine et L’éclectique de la faculté des Lettres de la Sorbonne. Ses œuvres ont été présentées dans des anthologies telles que Rimbaud et moi et il a collaboré avec diverses initiatives culturelles, établissant ainsi sa présence littéraire.

## Œuvres
- Le Nil noir de la vallée blanche, Éditions À Toi, 2017[5].
- À la poésie blessée par balles, Éditions du Pont de l'Europe, 2019[6].
- La bouche du poète n'est pas un anus ordinaire, Éditions Floraison, 2021[1].
- Wòch se premye pwen m voye deja, LEGS Édition, 2023[4].

## Distinctions
- 2e Prix à la 15e édition du concours Chanson Sans Frontières (2021).
- Sélectionné pour le programme TRANSCULTURA de l'UNESCO pour représenter Haïti au 40ème Marché de la Poésie à Paris (2023).
- Lauréat du Prix International d'Invention Poétique et de Traduction en Créole(s) au Festival Mai au Martinique avec l'association Balisaille (2023).